# Фюрстенберг (Хафель)
Фюрстенберг (нем. Fürstenberg/Havel) — город в Германии, в земле Бранденбург.
Входит в состав района Верхний Хафель. Население составляет 6257 человек (на 31 декабря 2010 года). Занимает площадь 212,53 км². Официальный код — 12 0 65 084.
Является климатическим курортом.
Город подразделяется на 9 городских районов.
| Год  | Население |
| ---- | --------- |
| 2000 | 7220      |
| 2005 | 6792      |
| 2010 | 6356      |
| 2015 | 5854      |
| 2020 | 5782      |

## Известные уроженцы
- Блумнер, Мартин (1827—1901) — немецкий композитор, дирижёр, теоретик музыки.
- Джулия Ванг (1981) — актриса и фотомодель